# 王佐 (成化河南進士)
王佐（1434年—？），字良弼，河南南陽府汝州人，軍籍。明朝政治人物。進士出身。

## 生平
河南鄉試第十九名。成化八年（1472年）壬辰科會試第一百九十六名，殿試登進士第三甲第九十八名。

## 家族
曾祖父王從之。祖父王德溫。父亲王本，曾任主簿。